# Metafora akwatyczna
Metafora akwatyczna – rodzaj metafory, w której za pomocą słów związanych z tematyką wodną (skąpał się, wydobyty z martwej wody, rzeźby wytryskują, zanurzył się) przedstawia się stan podmiotu lirycznego.
Przykłady: 
Bolesław Prus - Lalka: "Od dnia, w którym po raz pierwszy skąpał się w Paryżu, zaczęło się dla Wokulskiego życie prawie mistyczne".
Adam Mickiewicz - sonet Stepy Akermańskie: "Wpłynąłem na suchego przestwór oceanu / Wóz nurza się w zieloność i jak łódka brodzi / Śród fali łąk szumiących, śród kwiatów powodzi / Omijam koralowe ostrowy burzanu".